# Mohammed Ali Akid

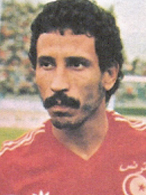
Mohamed Ali Akid

Mohammed Ali Akid (arabisch محمد علي عقيد, DMG Muḥammad ʿAlī ʿAqīd; * 5. Juli 1949 in Sfax; † 11. April 1979 in Riad, Saudi-Arabien) war ein tunesischer Fußballspieler.

## Karriere
Der Mittelstürmer stand während seiner Karriere beim Club CS Sfax unter Vertrag, mit dem er mehrere tunesische Meisterschaften gewinnen konnte. Für die tunesische Nationalmannschaft erzielte er 14 Treffer. Er nahm auch an der Fußball-Weltmeisterschaft 1978 in Argentinien teil, wo er mit seinem Team jedoch schon in der Vorrunde ausschied.
Nach seinem frühen Tod wurde eine Straße in Tunis zu seinen Ehren benannt. Die Umstände seines Todes sind umstritten. Nachdem 1979 zunächst offiziell verlautbart worden war, dass Akid während einer Trainingseinheit durch einen Blitzschlag starb, wurden 2012 bei der Autopsie seines Leichnams zwei Patronen gefunden.